# Schaakvereniging Max Euwe Amsterdam
Schaakvereniging Max Euwe Amsterdam, kortweg ook wel Euwe genoemd, was een schaakclub gehuisvest in Amsterdam. De naam van de club verwijst naar Max Euwe, de enige wereldkampioen schaken die Nederland heeft gekend.
Euwe moet niet verward worden met SG Max Euwe uit Enschede.

## Geschiedenis
Euwe is in 1994 ontstaan uit een fusie van de verenigingen Watergraafsmeer en MEMO. Het idee voor de fusie was ontstaan tijdens een onderlinge competitiewedstrijd. MEMO was zelf weer een fusieclub (uit 1961) van Schaakclub Max Euwe en Morphy.
In de beginjaren speelde de club in een sporthal aan het Rhijnspoorplein. Later verhuisde de speellocatie naar Sporthal De Pijp aan de Lizzy Ansinghstraat.
De club telde tijdens het 15-jarig bestaan ongeveer zestig leden van doorgaans bovengemiddelde speelsterkte. Op donderdagavond werd de interne competitie gespeeld. Er waren in de hoogtijdagen vijf externe teams, waarbij het eerste team een solide deelnemer was aan de landelijke Eerste Klasse van de KNSB-competitie. In het seizoen 2001/02 nam de club eenmalig deel aan de Meesterklasse, maar degradeerde dat seizoen direct.

### Opheffing
Tijdens de laatste jaren van het bestaan van Euwe was het ledenaantal tanende. De club beschikte niet over een jeugdafdeling, zodat er vrijwel geen nieuwe aanwas bij kwam. Het bestuur besloot daarom andere schaakverenigingen uit Amsterdam te benaderen voor een mogelijke samenwerking. Er werden gesprekken gevoerd met Zukertort, VAS en Caïssa.
Met ingang van het seizoen 2009-2010 is de club opgeheven en zijn de leden collectief lid geworden van schaakvereniging Caïssa Amsterdam. Caïssa had na deze 'fusie' bijna 200 leden.

## Bekende ex-leden
- Roy Dieks
- Dick Dolman
- Piet van der Weide
- Rob Witt

## Overzicht seizoenen eerste team
| Seizoen | Klasse          | Plaats | MP | BP  | P/D      |
| ------- | --------------- | ------ | -- | --- | -------- |
| 1994/95 | Eerste Klasse A | 3e     | 11 | 50  | Stabiel  |
| 1995/96 | Eerste Klasse A | 7e     | 7  | 42  | Stabiel  |
| 1996/97 | Eerste Klasse A | 4e     | 11 | 46½ | Stabiel  |
| 1997/98 | Eerste Klasse A | 5e     | 8  | 44½ | Stabiel  |
| 1998/99 | Eerste Klasse A | 4e     | 8  | 41½ | Stabiel  |
| 1999/00 | Eerste Klasse A | 7e     | 7  | 42  | Stabiel  |
| 2000/01 | Eerste Klasse A | 2e     | 14 | 54½ | Gestegen |
| 2001/02 | Meesterklasse   | 10e    | 1  | 27  | Gedaald  |
| 2002/03 | Eerste Klasse A | 6e     | 9  | 42½ | Stabiel  |
| 2003/04 | Eerste Klasse A | 9e     | 5  | 40½ | Gedaald  |
| 2004/05 | Tweede Klasse B | 5e     | 10 | 38½ | Stabiel  |
| 2005/06 | Tweede Klasse B | 1e     | 16 | 50½ | Gestegen |
| 2006/07 | Eerste Klasse A | 4e     | 9  | 47  | Stabiel  |
| 2007/08 | Eerste Klasse A | 7e     | 8  | 47½ | Stabiel  |
| 2008/09 | Eerste Klasse B | 6e     | 8  | 40½ | Stabiel  |